# Vesdun
Vesdun ist eine französische Gemeinde mit 544 Einwohnern (Stand: 1. Januar 2022) im Département Cher in der Region Centre-Val de Loire; sie gehört zum Arrondissement Saint-Amand-Montrond und zum Kanton Châteaumeillant. 

## Geographie
Vesdun liegt etwa 65 Kilometer südlich von Bourges. Umgeben wird Vesdun von den Nachbargemeinden Loye-sur-Arnon im Norden, Saulzais-le-Potier im Nordosten, Épineuil-le-Fleuriel im Osten, Saint-Vitte im Osten und Südosten, Saint-Désiré im Süden, Culan im Westen sowie Saint-Christophe-le-Chaudry im Nordwesten.
Vesdun ist der Mittelpunkt Frankreichs, soweit die Insel Korsika mit ihren Gemeinden unberücksichtigt bleibt (unter Berücksichtigung: Nassigny).

## Bevölkerungsentwicklung
| Jahr                       | 1962 | 1968 | 1975 | 1982 | 1990 | 1999 | 2006 | 2019 |
| Einwohner                  | 902  | 800  | 718  | 721  | 683  | 623  | 630  | 554  |
| Quellen: Cassini und INSEE |      |      |      |      |      |      |      |      |

## Sehenswürdigkeiten
- Kirche Saint-Cyr aus dem 12. Jahrhundert, Monument historique

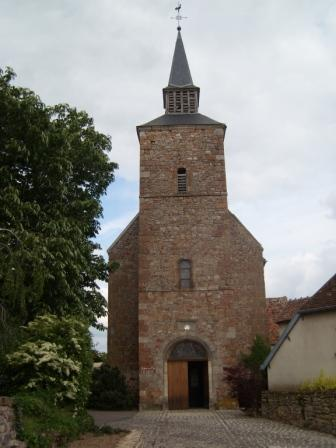
Kirche Saint-Cyr

- Schloss La Rouhanne